# Varga Béla (mérnök)
Varga Béla (Szentkeresztbánya, 1951. november 12.) erdélyi magyar mérnök, műszaki szakíró.

## Életútja
Középiskoláit Erdőszentgyörgyön végezte (1970), majd a bukaresti Politechnikai Intézetben szerzett mérnöki oklevelet (1975). A műszaki tudományok doktora címet 1995-ben a bukaresti Politechnikai Intézetben a fémek és színesfémek újrahasznosítható anyagokból való visszanyerése során végbemenő fizikai és vegyi folyamatokra vonatkozó kutatásait összefoglaló dolgozatával nyerte el.

## Munkássága
Első munkahelyén, a brassói Metrom vállalatnál mérnökként dolgozott, 1979-től a brassói Egyetemen tanársegéd, 1984-től lektor, 1996-tól egyetemi előadótanár, 1999-től professzor. Tudományos szakreferense 2006-tól a Metalurgia, 2007-től az angol nyelvű Metalurgia International c. szakfolyóiratoknak.
Első szaktanulmányát a Metalurgia c. folyóiratban, 1979-ben közölte, a továbbiak a Metalurgia International, Revista de Turnătorie, Liteinoe proizvodstvo (oroszul), BRAMAT (a brassói egyetem kétévenként megjelenő kiadványa), Materials Science Forum, Journal of Physics: Conference Series, valamint az Erdélyi Magyar Műszaki Tudományos Társaság (EMT) Bányászati, Kohászati és Földtani Konferencia évente megjelenő kiadványában.

## Kötetei
- Teoria proceselor metalurgice. Îndrumar de laborator (Brassó 1984);
- Elaborarea şi turnarea aliajelor neferoase. Îndrumar de laborator (Brassó, 1992);
- Teoria proceselor metalurgice (Brassó, 1996).

## Kötetei társszerzőkkel
- Teoria proceselor de formare. I. (Brăila 1998); Bazele elaborării metalelor şi aliajelor neferoase (Brassó 1998);
- Modelarea şi simularea pe calculator a procesării materialelor (Kolozsvár, 1999);
- Terminológia. Magyar nyelvű szakelőadások a 2001/2002-es tanévben a Gépészmérnöki Karon (Kolozsvár, 2002).